# George Raveling
Pour les articles homonymes, voir Raveling.
George Henry Raveling (né le 27 juin 1937 à Washington) est un basketteur et entraîneur universitaire américain.

## Biographie
Il a joué à l'université Villanova (1957–1960) et a été entraîneur-chef à l'université d'État de Washington (1972–1983), à l'université de l'Iowa (1983–1986) et à l'université de Californie du Sud (1986–1994).
Raveling est le directeur mondial du marketing sportif de basket-ball de Nike depuis qu'il a pris sa retraite de l'entraînement en 1994. Il a également été commentateur sportif. 
Il est membre du Basketball Hall of Fame.
Il serait en possession des pages originales dactylographiées du discours I have a dream de Martin Luther King pour lequel il a assuré sa sécurité lors de discours.